# Meurtre au chenil
Pour plus de détails, voir Fiche technique et Distribution.
Meurtre au chenil ou  Le Mystère de la chambre close (The Kennel Murder Case) est un film américain en noir et blanc réalisé par Michael Curtiz, sorti en 1933.
Il s’agit du cinquième des quinze films (1929 à 1947) qui adaptent au cinéma un roman de la série policière créée par S. S. Van Dine, avec le personnage du détective Philo Vance.

## Synopsis
Le corps d'un riche collectionneur d'objets d'art chinois est retrouvé dans sa propre chambre, une balle dans la tête. La police conclut à un suicide. La présence de l'arme dans sa main confirme cette thèse. Le détective Philo Vance est persuadé que le collectionneur a été victime d'un assassinat. Avec l'aide d'un policier et du procureur, il décide de mener l'enquête.

## Fiche technique
- Titre : Meurtre au chenil ou Le Mystère de la chambre close
- Titre original : The Kennel Murder Case
- Réalisation : Michael Curtiz
- Scénario : Robert N. Lee, Peter Milne et Robert Presnell Sr. (adaptation) d'après le roman The Kennel Murder Case de S.S. Van Dine
- Producteur : Robert Presnell Sr.
- Société de production et de distribution : Warner Bros.
- Photographie : William Rees
- Montage : Harold McLernon
- Direction artistique : Jack Okey
- Costumes : Orry-Kelly
- Pays de production :  États-Unis
- Format : Noir et blanc - 35 mm - 1,20:1 - Son : Mono
- Genre : Film policier, Mystère
- Durée : 73 minutes (1 h 13)
- Dates de sortie : 
  - États-Unis : 28 octobre 1933
  - France : 27 juillet 1934

## Distribution
- William Powell : Philo Vance
- Mary Astor : Hilda Lake
- Eugene Pallette : Sergent-détective Heath
- Ralph Morgan : Raymond Wrede, le secrétaire d'Archer
- Robert McWade : Procureur de district Markham
- Robert Barrat : Archer Coe
- Frank Conroy : Brisbane Coe, le frère d'Archer
- Etienne Girardot : Dr Doremus, coroner
- James Lee : Liang, le cuisinier d'Archer
- Paul Cavanagh : Sir Thomas MacDonald
- Arthur Hohl : Gamble
- Helen Vinson : Doris Delafield
- Jack La Rue : Eduardo Grassi
- Charles C. Wilson : Détective Hennessy